# Don't Fade Away
Don't Fade Away is een film uit 2010 onder regie van Luke Kasdan.

## Verhaal
Jackson White heeft het nooit moeilijk gehad: Hij is aantrekkelijk, intelligent en sportief. Als hij arriveert in New York om een muzikale carrière te beginnen, verandert zijn ambitie al gauw in een achterbakse wedstrijd om wie het meeste geld kan verdienen. Langzamerhand raakt hij verslaafd aan geld verdienen en weet hij niet echt meer wie hij werkelijk is. Als zijn vader op sterven ligt, keert hij terug naar huis.

## Achtergrond
Hoewel de film op het Filmfestival van Cannes in première ging, zijn er daarna geen bioscoopvertoningen geweest. De film kwam op dvd uit in 2011.

## Rolverdeling
| Acteur        | Personage     |
| ------------- | ------------- |
| Ryan Kwanten  | Jackson White |
| Mischa Barton | Kat           |
| Beau Bridges  | Chris White   |
| Ja Rule       | Foster        |
| Fran Kranz    | Ben           |